# Black’n’Roll
Black’n’Roll – drugi album polskiej grupy Black River wydany 21 września 2009 roku przez wytwórnię muzyczną Mystic Production. Wydawnictwo zadebiutowało na 20. miejscu listy sprzedaży OLiS w Polsce.
Ślady perkusji zostały nagrane w Sonus Studio w maju 2009 roku. Partie gitar zostały nagrane w lipcu w gdańskim RG Studio we współpracy z Arkadiuszem Malczewskim. Natomiast w sierpniu Tomasz Wróblewski nagrał partie gitary basowej.

## Lista utworów
Opracowano na podstawie materiału źródłowego.
1. "Barf Bag" (muz. Black River, sł. Taff) – 3:46
2. "Isabel" (muz. Black River, sł. Taff) – 3:24
3. "Lucky in Hell" (muz. Black River, sł. Taff) – 4:46
4. "Black'n' Roll" (muz. Black River, sł. Taff) – 2:05
5. "Breaking The Wall" (muz. Black River, sł. Taff) – 3:48
6. "Jumping Quenny Flash" (muz. The Rolling Stones/Sex Pistols, sł. The Rolling Stones/Sex Pistols) – 3:25
7. "Too Far Away" (muz. Black River, sł. Taff) – 3:53
8. "Loaded Weapon" (muz. Black River, sł. Taff) – 3:40
9. "Morphine" (muz. Black River, sł. Taff) – 4:50
10. "Like A Bitch" (muz. Black River, sł. Taff) – 3:22
11. "Young'n'Drunk" (muz. Black River, sł. Taff) – 4:16

## Twórcy
Opracowano na podstawie materiału źródłowego.
| - Maciej Taff – wokal prowadzący - Tomasz "Orion" Wróblewski – gitara basowa, wokal wspierający - Dariusz "Daray" Brzozowski – perkusja, wokal wspierający - Piotr "Kay" Wtulich – gitara, wokal wspierający - Artur "Art." Kempa – gitara, wokal wspierający - Maciek Brzozowski – wokal wspierający - Marta Lipska – wokal wspierający - Grzegorz Lunkiewicz – wokal wspierający - Alicja Makuch – wokal wspierający - Mark "Makul" Makulec – wokal wspierający | - Sylwia Walaszczyk – wokal wspierający - Ewa Wegner – wokal wspierający - Arkadiusz Malczewski – inżynieria dźwięku (lipiec-sierpień 2009, RG Studio, Gdańsk) - Andrzej Karp – inżynieria dźwięku (maj 2009, Sonus Studio, Izabelin) - Krzysztof Palczewski – inżynieria dźwięku - Sebastian Has – inżynieria dźwięku - Tomasz Zalewski – miksowanie - Jacek Gawłowski – mastering - Roman Przylipiak – okładka, oprawa graficzna |